# كلية فريدريك
كلية فريدريك هي كلية مختلطة خاصة مدتها أربع سنوات كانت موجودة سابقًا في بورتسموث، فيرجينيا. تم إنشاء المدرسة من خلال منحة من مؤسسة فريد دبليو بيزلي (الآن مؤسسة بيزلي). تم افتتاحها في الأصل عام 1958 كمدرسة لمدة عامين على أرض مستودع ذخيرة سابق قبل أن تصبح مدرسة لمدة أربع سنوات في عام 1961. أغلقت المدرسة في عام 1968 وتم منح الأرض لكلية مجتمع نظام فيرجينيا لتشكيل كلية المجتمع.

## ألعاب القوى
الملقبه بالأسود، تنافس فريدريك على مستوى الكلية الصغيرة الرابطة الوطنية لرياضة الجامعات (الآن القسم الثاني) وكان ملعب كرة قدم يضم 3600 مقعدًا. كان مدرب فريق كرة السلة للرجال بوب هودجز. وراء مسرحية توم جاسبر فازوا ببطولة الكليات الصغيرة الوطنية في أواخر الستينيات. كانت المدرسة تضم فريقًا للمسار من عام 1961 إلى عام 1964 لم يُهزم في موسم 1963–64 وتولى تدريبه جون ميروني.